# San Marino i Junior Eurovision Song Contest
San Marino debuterade i Junior Eurovision Song Contest 2015 och har till och med 2024 deltagit 4 gånger. Landet skulle till en början debutera vid den 9:e upplagan som hålls den 3 december 2011 i Armeniens huvudstad Jerevan. Man meddelade emellertid i oktober 2011 att man inte kunde hitta en deltagare och därför drog sig ur tävlingen. Landet debuterade istället i 2013 års tävling och deltog fram till 2015. Den 3 september 2024 blev det känt att landet återvänder till tävlingen. I tävlingen 2024 slutade landet på sista plats. 

## Deltagare
| År                               | Artist            | Bidrag                  | Placering | Poäng |
| 2013                             | Michele Perniola  | O-o-O Sole intorno a me | 10        | 42    |
| 2014                             | The Peppermints   | Breaking my heart       | 15        | 21    |
| 2015                             | Kamilla Ismailova | Mirror                  | 14        | 36    |
| Deltog inte mellan 2016 och 2023 |                   |                         |           |       |
| 2024                             | Idols SM          | Come noi                | 17        | 47    |
| 2025                             |                   |                         |           |       |